# Cyril Despres

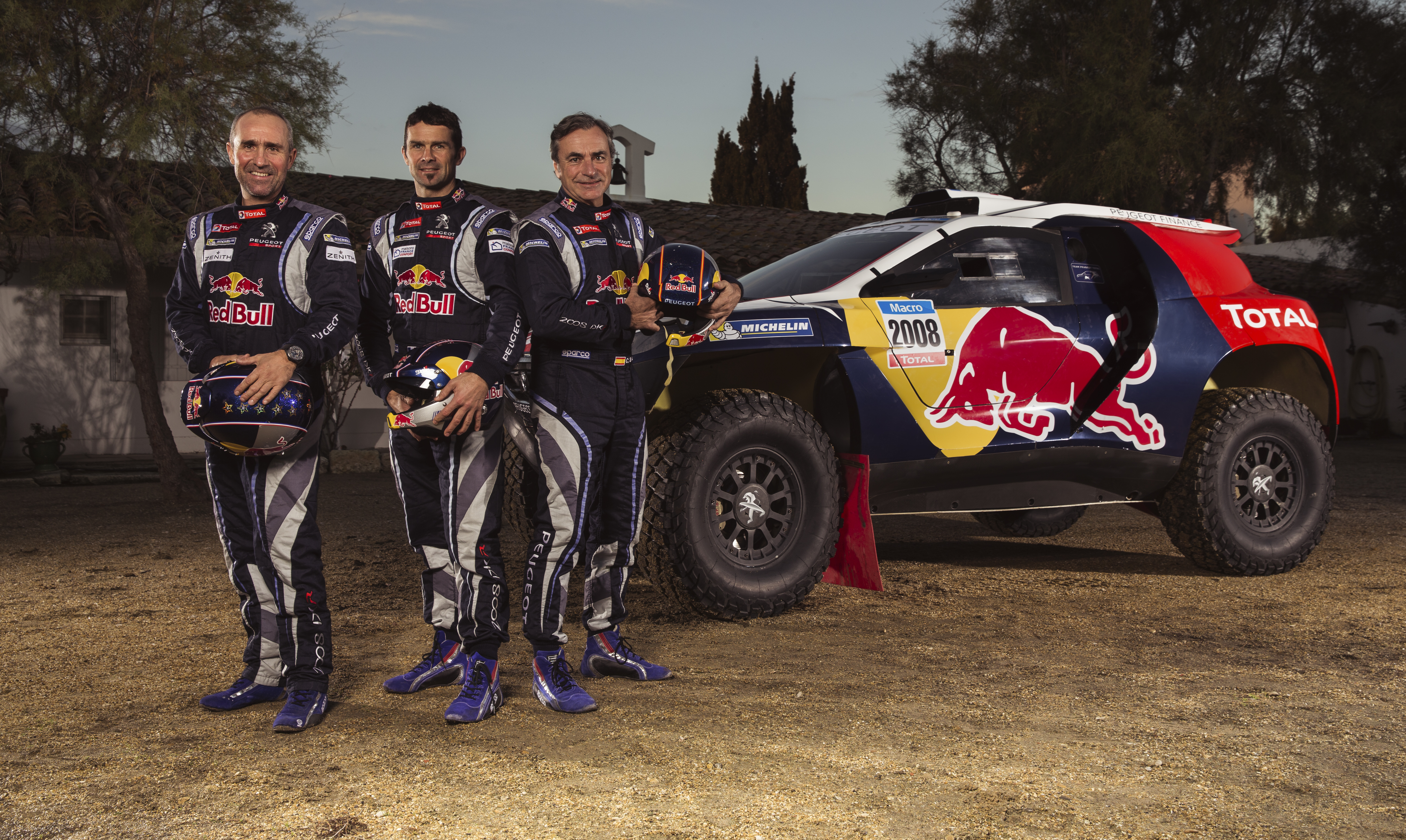
Conductores del equipo Peugeot en 2014.

Cyril Despres (Fontainebleau, París, 24 de enero de 1974) es un piloto de rallies francés, cinco veces ganador del Rally Dakar en motocicletas. Desde hace varios años reside en el Principado de Andorra, donde participa en diversas actividades relacionadas con el mundo de las motos.
Para la temporada 2015, Despres dejó las motos y disputó el Rally Dakar con el equipo oficial Peugeot. En la temporada 2019, disputa el Dakar con el equipo MINI X-Raid y en 2020 se pasa a la categoría SSV.

## Palmarés
Motocicletas
- Vencedor del Rally Dakar en 2005, 2007, 2010,  2012 y 2013 (2.º en 2003, 2006,  2009 y 2011; 3.º en 2004).
- Vencedor del Rally de los Faraones 2009.
- Vencedor del Rally de Túnez 2004, 2005 y 2009.
- Vencedor del Rally de Marruecos 2000, 2003, 2010 y 2012.
- Vencedor del Rally dos Sertões 2006 y 2011.
- Vencedor del Rally por Las Pampas 2002.
- Vencedor del Abu Dhabi Desert Challenge 2001, 2002 y 2003.
- Vencedor del Desafío Litoral 2012.
- Vencedor del Red Bull Romaniacs 2004, 2005 y 2007.
- Vencedor del Erzberg Rodeo 2002 y 2003.

Automóviles
- Vencedor del Rally Ruta de la Seda 2016 y 2017.
- Vencedor de la categoría 2WD del Copa Mundial de Rally Cross-Country de la FIA.

## Resultados

### Rally Dakar
| Año     | Categoría | Vehículo | Posición | Victorias de etapa |
| ------- | --------- | -------- | -------- | ------------------ |
| 2000    | Motos     | Honda    | 16.º     | -                  |
| 2001    | Motos     | BMW      | 13.º     | 1                  |
| 2002    | Motos     | KTM      | Ret.     | -                  |
| 2003    | Motos     | KTM      | 2.º      | 3                  |
| 2004    | Motos     | KTM      | 3.º      | 4                  |
| 2005    | Motos     | KTM      | 1.º      | 2                  |
| 2006    | Motos     | KTM      | 2.º      | 4                  |
| 2007    | Motos     | KTM      | 1.º      | 2                  |
| 2009    | Motos     | KTM      | 2.º      | 4                  |
| 2010    | Motos     | KTM      | 1.º      | 2                  |
| 2011    | Motos     | KTM      | 2.º      | 3                  |
| 2012    | Motos     | KTM      | 1.º      | 3                  |
| 2013    | Motos     | KTM      | 1.º      | 1                  |
| 2014    | Motos     | Yamaha   | 4.º      | 3                  |
| 2015    | Coches    | Peugeot  | 34.º     | -                  |
| 2016    | Coches    | Peugeot  | 7.º      | -                  |
| 2017    | Coches    | Peugeot  | 3.º      | 1                  |
| 2018    | Coches    | Peugeot  | 31.º     | 1                  |
| 2019    | Coches    | MINI     | 5.º      | -                  |
| 2020    | SSVs      | Buggy    | Ret.     | 1                  |
| 2021    | Coches    | Peugeot  | 10.º     | -                  |
| 2022    | Coches    | Peugeot  | 19.º     | -                  |
| Fuente: |           |          |          |                    |